# Özkan Yildirim
Özkan Yildirim (türkisch Özkan Yıldırım; * 10. April 1993 in Sulingen) ist ein deutsch-türkischer Fußballspieler.

## Karriere

### Vereine
Er fing 1999 beim TuS Sulingen an und wechselte im Juli 2003 in die Jugendabteilung von Werder Bremen.
In Bremen durchlief der Mittelfeldspieler verschiedene Nachwuchsmannschaften, ehe er erstmals in den Männerbereich aufstieg. Sein erstes Drittligaspiel für die zweite Mannschaft absolvierte Yildirim am 29. Januar 2011 im Auswärtsspiel gegen den VfR Aalen (1:1), als er in der 74. Minute von Trainer Thomas Wolter für Onur Ayık eingewechselt wurde.
Zur Spielzeit 2011/12 erhielt Yildirim einen Profivertrag und wurde in den Kader der Bundesligamannschaft aufgenommen. Nach über 14-monatiger Verletzungspause absolvierte er 2013 zunächst das Wintertrainingslager und wurde anschließend am 19. Januar 2013 bei der 0:5-Heimniederlage gegen Borussia Dortmund in der 54. Minute für Sebastian Prödl erstmals in der Bundesliga eingewechselt. Am 22. Mai 2013 verlängerte Yildirim seinen Vertrag bei Werder Bremen um drei weitere Jahre bis 2016.
Am 30. Juni 2016 unterschrieb er einen Zweijahresvertrag bei Fortuna Düsseldorf. Bereits nach einem Jahr verließ Yildirim die Fortuna wieder, bei der er auch auf Grund von Verletzungen nur auf 15 Einsätze kam, und schloss sich dem Ligakonkurrenten Eintracht Braunschweig an. Im Januar 2020 wechselte Yildirim erstmals in die Türkei und war dort für Menemenspor in der 2. Liga aktiv. Es folgten weitere Stationen bei Hekimoğlu Trabzon, erneut Menemenspor und seit dem Sommer 2024 spelt er für den Drittligisten Adana 01 FK.

### Nationalmannschaft
Von 2008 bis 2014 absolvierte Yildirim insgesamt 28 Partien für verschiedene deutsche Jugendnationalmannschaften und erzielte dabei vier Treffer.

## Persönliches
Yildirim war mehrere Jahre mit der ebenfalls zu dem Zeitpunkt bei SV Werder Bremen unter Vertrag stehenden Fußballspielerin Manjou Wilde liiert.
Am 23. Dezember 2019 hat er seine Lebensgefährtin Denise geheiratet. Das Paar hat ein 2 gemeinsame Kinder: Dilara geboren am 14. Juni 2016 und Eliano Yildirim geboren am 18. November 2020.